# Халіль аль-Ашраф
Аль-Малік аль-Ашраф Салах ад-Дін Халіль ібн Калаун (араб. الملك الأشرف صلاح الدين خليل بن قلاوون‎; бл. 1262 — 14 грудня 1293) — мамлюкський султан Єгипту з 1290 до його убивства 1293 року.

## Життєпис
Народився у Каїрі, був сином султана Калауна. Став спадкоємцем престолу після раптової смерті свого старшого брата ас-Саліха Алі 1288 року. Однак Калаун відмовився підписати документ, що підтверджував права Халіля на трон до смерті султана. Після смерті батька Халіль усунув усіх своїх противників та взявся за вирішення задачі, з якою не впорався Калаун — витіснення хрестоносців з їхніх останніх осередків на сирійському узбережжі.
Калаун захопив Триполійське графство 1289 року, й 1290 вирушив на Акру, столицю решток Єрусалимського королівства, але султан помер у листопаді, перед початком облоги. Халіль вирішив продовжити справу батька. Він надіслав послання Гільйому де Боже, магістру тамплієрів, розповівши про свої наміри атакувати Акру та закликаючи його не відряджати посланців і не надсилати подарунків. Тим не менше, делегація з Акри на чолі з Філіпом Менбефом все ж прибула до Каїра з подарунками. Посли звернулись до Халіля з проханням не нападати на Акру. Халіль не пристав на пропозицію та ув'язнив посланців.
Халіль зібрав сили Єгипту й Сирії, до складу яких увійшла значна кількість добровольців та машин з Хісн аль-Акрада. На Акру вирушили чотири армії з Дамаска, Хами, Триполі й Аль-Карка, щоб приєднатись до єгипетської армії Халіля.
Захисники Акри звертались по допомогу до Європи, але безуспішно. Невелику групу лицарів відрядив король Едуард I. Бурхард фон Шванден, великий магістр Тевтонського ордена, подав у відставку та був замінений Конрадом фон Фойгтвангеном, який раптом залишив Акру та виїхав до Європи. Реальну допомогу надав тільки король Генріх II Кіпрський, який зміцнив стіни та відрядив війська на чолі зі своїм братом Аморі, щоб захистити місто. Акра була добре захищена двома лініями стін і мала дванадцять веж, що були збудовані на кошти європейських королів і багатих паломників.
5 квітня 1291 року почалась облога Акри. Наступного дня почались обстріли міста з катапульт. За вісім днів стіни були зруйновані, й почались сутички між загонами противників. 5 травня прибув Генріх II Кіпрський з військами на 40 суднах. Але навіть це не допомогло захисникам Акри. 18 травня розпочався широкий наступ за всіма напрямками. Король Генріх II і магістр госпітальєрів сіли на галери й утекли з Акри. Гійом де Боже був убитий. Після тривалих вуличних боїв Акра здалась.
За тиждень, в результаті перемовин, Халіль дозволив тамплієрам вільно виїхати на Кіпр. Утім лицарі вирішили убити людей султана, яких той відрядив стежити за евакуацією. Це спричинило нову хвилю протистояння, тамплієри зачинились у цитаделі. 28 травня султан відрядив близько 2000 чоловік на штурм цитаделі. Стіни не витримали і поховали в руїнах всіх, хто перебував усередині, в тому числі й людей султана.
19 травня 1291 року султан відрядив групу воїнів на чолі з еміром Санжаром аль-Шуя вивчити обстановку у Тірі. Маючи невеликий гарнізон і побачивши біженців з Акри, Адам Кафран, бальї Тіра, запанікував та втік на Кіпр. Мусульмани взяли Тір без бою.
За місяць після захоплення Акри Халіль відрядив військо на чолі з еміром аль-Шуя до Сідона. Тамплієри на чолі з Годеном, новим магістром, вирішили сховатись у замку, що був збудований на острові за 90 метрів від берега. Годен узяв казну ордена та відплив на Кіпр, пообіцявши своїм послідовникам, що надішле підкріплення з Кіпру. Утім Годен не виконав обіцянки. Після того як решта тамплієрів побачили, як мусульмани будують міст, вони вночі утекли морем до Тартуса. 14 липня емір аль-Шуя наказав знищити Морський замок.
Після захоплення Сідона аль-Шуя вирушив на Бейрут. Місто мало невеликий гарнізон й було важливим морським портом для хрестоносців. Ешіва д'Ібелін, леді Бейрута, думала, що вона у безпеці, оскільки свого часу уклала перемир'я з батьком Халіля Калауном. Аль-Шуя викликав командирів гарнізону та заарештував їх. Мусульмани взяли Бейрут 31 липня. Аль-Шуя наказав знести стіни міста й переобладнати собор на мечеть.
Хайфа була захоплена 31 липня за незначного опору. Тартус узяв в облогу емір Більбан, і хрестоносці були змушені тікати на сусідній острів Арвад.
1292 року Халіль прибув до Дамаска, а потім вирушив через Алеппо на облогу замку Калат Ар-Рам. Замок був резиденцією патріарха Вірменії. Він здався за 30 днів облоги. Халіль перейменував його на Калат аль-Муслімін («Замок мусульман»).
Процес завоювання королівства хрестоносців, що його розпочав 1187 року Салах ад-Дін, був, зрештою, завершений Халілем.
У подальшому Халіль мав гарні стосунки з Кіпрським королівством, Арагоном й Сицилією, він уклав з ними економічні та військові договори.
Незважаючи на гарні здібності, багато хто з емірів не любив Халіля. Халіль продовжував політику свого батька із заміни тюркських мамелюків на черкесів, що призвело до напруження серед мамелюків. Після перемоги султана над хрестоносцями він почав спілкуватись з емірами грубо та зневажав їх.
У грудні 1293 року еміри склали змову з метою убивства Халіля. 14 грудня султан був убитий. На єгипетський престол був коронований 9-річний брат убитого султана Ан-Насір Мухаммад. Регентом при ньому був Кітбуга.